# Ізобільне (Казахстан)
Ізобі́льне (каз. Изобильное) — село у складі Степногорської міської адміністрації Акмолинської області Казахстану. Адміністративний центр та єдиний населений пункт Ізобільненської сільської адміністрації.
Населення — 540 осіб (2021; 933 у 2009, 1428 у 1999, 1775 у 1989).
Національний склад станом на 1989 рік:
- казахи — 49 %;
- росіяни — 24 %.